# Thulapokhara
Thulapokhara (nep. ठुलापोखरा) – gaun wikas samiti w zachodniej części Nepalu w strefie Lumbini w dystrykcie Arghakhanchi. Według nepalskiego spisu powszechnego z 2011 roku liczył on 909 gospodarstw domowych i 3680 mieszkańców (2183 kobiety i 1497 mężczyzn).